# Демешин, Дмитрий Викторович
Дмитрий Викторович Демешин (род. 2 августа 1976, Ташкент) — российский государственный и политический деятель, юрист. Губернатор Хабаровского края с 13 сентября 2024 (врио 15 мая — 13 сентября 2024). Государственный советник юстиции 1-го класса, генерал-полковник юстиции. Почётный работник прокуратуры РФ.

## Биография
Родился 2 августа 1976 года в городе Ташкент Узбекской ССР.
В 1997 году окончил Саратовскую государственную юридическую академию по специальности «Юриспруденция». С того же года служил в органах прокуратуры, замещая должности помощника Коломенского городского прокурора, заместителя Щёлковского городского прокурора, Мытищинского городского прокурора прокуратуры Московской области.
В 2011 году назначен первым заместителем прокурора Ростовской области. Летом 2011 года участвовал, как представитель прокуратуры, в конфликте ректора Ростовского государственного медицинского университета Алексея Сависько с заведующей кафедрой гинекологии. В октябре 2012 года распоряжением губернатора Ростовской области Василия Голубева награждён знаком «За ратную службу».
5 июля 2012 года приказом генерального прокурора РФ Юрия Чайки старший советник юстиции Дмитрий Демешин назначен прокурором Калужской области.  В Калужской области Демешин провёл существенные кадровые изменения среди сотрудников среднего звена областной прокуратуры. Также были возбуждены уголовные дела в отношении нескольких министров и глав администраций. В 2013 году областная прокуратура проводила проверки расходования бюджетных средств, порядка использования государственной и муниципальной земли, лесопользования, ведения охраны природы, бизнеса чиновников.
20 января 2014 года Дмитрий Демешин покинул должность прокурора Калужской области в связи с переходом в Генеральную прокуратуру Российской Федерации. Он был назначен первым заместителем начальника управления по надзору за исполнением законодательства о противодействии коррупции Генпрокуратуры России.
После присоединения Крыма к Российской Федерации Демешин был направлен в Республику Крым, принимал активное участие в становлении органов прокуратуры РФ на территории Крыма и в последующей работе по переходу существующих правоотношений на полуострове в правовое поле Российской Федерации.
В 2015 году назначен заместителем начальника Главного управления по надзору за исполнением федерального законодательства Генеральной прокуратуры РФ — начальником управления по надзору за исполнением законов в сфере оборонно-промышленного комплекса.
В июне 2019 года кандидатура Дмитрия Демешина была представлена в Совет Федерации для назначения на должность заместителя Генерального прокурора РФ. Сенатором его представил полномочный представитель Президента РФ в Совете Федерации Артур Муравьев. 26 июня 2019 года Совет Федерации назначил Демешина заместителем Генерального прокурора РФ. Председатель законодательного комитета СФ Андрей Клишас заявил, что после назначения на должность Демешин будет отвечать в прокуратуре за Северо-Кавказский регион.
С июня 2019 по апрель 2020 года прошёл обучение в третьем потоке программы подготовки кадрового управленческого резерва государственной службы, так называемой «школы губернаторов».
Занимал должность заместителя генерального прокурора до мая 2024 года. Является государственным советником юстиции 1-го класса, генерал-полковником юстиции.

## Глава Хабаровского края
15 мая 2024 года Владимир Путин назначил Дмитрия Демешина временно исполняющим обязанности губернатора Хабаровского края.
17 июня 2024 года «Единая Россия» выдвинула его кандидатом в губернаторы Хабаровского края.
По итогам досрочных выборов главы Хабаровского края, проходивших в регионе с 6 по 8 сентября 2024 года, Демешин одержал победу, набрав 81,03 % голосов избирателей при рекордно низкой явке в 32,88 %. Таким образом, за нового губернатора проголосовало немногим более четверти избирателей — 26,6 %.
13 сентября 2024 года прошла инаугурация и Дмитрий Демешин официально вступил в должность губернатора Хабаровского края.

## Семья
Супруга — Елена Александровна Демешина. Образование — высшее юридическое, специализируется на банковском законодательстве. Воспитывает троих детей, старший сын - Тимур (2011 г.р.).

## Награды и звания
2012 —  Знак «За ратную службу» (Ростовская область).
2016 — Почётная грамота президента РФ.

## Увлечения
Мастер спорта по боксу. Весовая категория — второй полусредний. Провел 30 квалификационных боёв, в 26 одержал победу. Работая в 2012—2014 годах прокурором Калужской области, проводил турниры по боксу для детей на Кубок прокурора Калужской области.